# John Evelyn
John Evelyn (ur. 31 października 1620 w Wotton, zm. 27 lutego 1706 tamże) – angielski pisarz i pamiętnikarz. Członek Royal Society.

## Życiorys
Urodził się 31 października 1620 roku w Wotton, jako syn majętnego właściciela ziemskiego Richarda Evelyna i jego żony Eleanor, córki Johna Standsfielda. Jego dziadek George Evelyn był głównym producentem prochu strzelniczego w Anglii za panowania królowej Elżbiety I Wielkiej. W wieku 11 lat zaczął pisać swoje Pamiętniki, które zostały opublikowane w 1818 roku. Studiował w Middle Temple i Balliol College, a po ich ukończeniu, zdecydował się nie przyłączać do obozu rojalistów w angielskiej wojnie domowej w obawie przed zagrożeniem majątkiem swojego brata w rodzinnej miejscowości.
W 1643 roku wyjechał do Włoch, mieszkając w Rzymie, Padwie i Wenecji, a po trzech latach powrócił do Anglii i poślubił Marię Browne. Sześć lat później przejął majątek swojego teścia, a w 1659 roku opublikował swoje pierwsze pamflety rojalistyczne. Po przywróceniu monarchii i Karola II Stuarta na tronie, Evelyn zasiadał w komisjach, m.in. w sprawach dotyczących ulepszenia ulic Londynu i mennicy królewskiej. Zasiadał ponadto w komisji dla chorych i rannych marynarzy oraz dla jeńców w wojnach angielsko-holenderskich. W tym czasie zaprzyjaźnił się z Samuelem Pepysem, z którym utrzymywał kontakty do końca życia.
W 1662 roku został członkiem Towarzystwa Królewskiego i wydał Sculpturę, czyli książkę na temat grawerowania i wytrawiania, w której propagował mezzotintę. Około 1670 roku poznał Margaret Blagge (przyszłą żonę Sidneya Godolphina), z którą przyjaźnił się do końca życia. Na kanwie tej znajomości Evelyn napisał Life of Mrs. Godolphin, która została wydana w 1847 roku.
Po wstąpieniu na tron Jakuba II, w 1685 roku został jednym z trzech komisarzy Tajnej Pieczęci. W 1697 roku wydał swoją ostatnią książkę Numismata. Zmarł 27 lutego 1706 roku w Wotton.
Miał ośmioro dzieci, pięciu synów i trzy córki. Tylko jedna córka go przeżyła.